# Black Messiah (альбом Ди Энджело)
Black Messiah  — третий студийный альбом американского R&B и неосоул-исполнителя Ди Энджело, записанный под именем D’Angelo and the Vanguard. Он был выпущен 15 декабря 2014 года на лейбле RCA Records, более чем через десять лет после его предыдущего сольного релиза Voodoo. Альбом был спродюсирован и в основном написан Ди Анджело, который сотрудничал с музыкантами, включая барабанщика Questlove, басиста Pino Palladino, гитариста Isaiah Sharkey, и горниста Рой Харгроув. Для записи он использовал полностью аналоговое и мутное фанковое звучание, что позволило сравнить её с альбомом 1971 года Sly & the Family Stone There’s a Riot Goin’ On.
Black Messiah был одним из самых долгожданных альбомов 2014 года и был выпущен под одобрительные отзывы критиков, а позже был признан одним из лучших альбомов года. Альбом дебютировал на пятом месте в американском чарте Billboard 200 и на первом месте в Top R&B/Hip-Hop Albums, с продажами более 117 000 экземпляров за первую неделю. Для продвижения Black Messiah был выпущен сингл «Really Love» и организован тур под названием The Second Coming.
В 2016 году альбом Black Messiah получил премию «Грэмми» за Лучший альбом в стиле R&B на 58-й церемонии вручения премии «Грэмми».

## Отзывы
| Совокупная оценка         | Совокупная оценка |
| Источник                  | Оценка            |
| ------------------------- | ----------------- |
| AnyDecentMusic?           | 9.1/10            |
| Metacritic                | 95/100            |
| Оценки критиков           |                   |
| Источник                  | Оценка            |
| AllMusic                  | [ 5 ]             |
| Cuepoint (Expert Witness) | A−                |
| The Independent           | [ 6 ]             |
| The Irish Times           | [ 7 ]             |
| Los Angeles Times         | [ 8 ]             |
| NME                       | 9/10              |
| Pitchfork                 | 9.4/10            |
| Rolling Stone             | [ 11 ]            |
| Spin                      | 9/10              |
| USA Today                 | [ 13 ]            |

Black Messiah получил широкое признание критиков. На сайте Metacritic, который присваивает нормализованный рейтинг из 100 рецензий от основных изданий, альбом получил среднее значение 95 баллов, основанное на 30 рецензиях.
В восторженной рецензии для Rolling Stone Роб Шеффилд назвал пластинку "дворцом мечты авант-соула " и «теплым, экспансивным шедевром», а Грег Кот из Chicago Tribune сказал, что она погружается в нерафинированный фанк и тяжелые темы, но при этом не звучит чрезмерно спродюсированной. Критик журнала NME Ангус Бейти оценил его как один из лучших альбомов года и богатую деталями, прочную запись, которая «отплатила за веру и терпение полутора десятилетий». Сэм К. Мак из Slant Magazine сказал, что Ди Анджело объединил фанк, R&B и рок с эмоционально разнообразной, социально значимой лирикой в альбоме, «вечно работающем, вечно отлаженном и совершенном (в своей отличительно несовершенной манере), но с душой и яростью, как мало кто другой».
По мнению Роберта Кристгау, другие критики преувеличивали, «насколько глубоко Ди Анджело формулирует своё расовое сознание и романтическую борьбу». По его собственной оценке, опубликованной на сайте Cuepoint, достижение Black Messiah заключалось в уникальном, плотном джаз-фанке, подчёркнутом Палладино и Questlove, которые, по его мнению, были столь же музыкально интуитивны и виртуозны, как «любой в поп-сфере».

## Награды и номинации
В 2016 году альбом Black Messiah получил премию «Грэмми» за Лучший альбом в стиле R&B на 58-й церемонии вручения премии «Грэмми».
В 2019 году альбом занял 49-е место в списке 100 лучших альбомов XXI века по версии The Guardian. В том же году Stereogum поместил альбом под номером 70 в список «100 лучших альбомов 2010-х годов». В 2020 году Rolling Stone поместил альбом под номером 395 в обновленный список 500 величайших альбомов всех времен.

## Список композиций
| №                   | Название                       | Текст песни                     | Музыка                                 | Длительность |
| ------------------- | ------------------------------ | ------------------------------- | -------------------------------------- | ------------ |
| 1.                  | «Ain't That Easy»              | Ди Энджело Q-Tip Kendra Foster  | D'Angelo                               | 4:49         |
| 2.                  | «1000 Deaths»                  | Ди Энджело Foster               | Ди Энджело                             | 5:49         |
| 3.                  | «The Charade»                  | D'Angelo Foster                 | Ди Энджело Questlove                   | 3:20         |
| 4.                  | «Sugah Daddy»                  | Ди Энджело Q-Tip Foster         | Ди Энджело Pino Palladino James Gadson | 5:02         |
| 5.                  | «Really Love»                  | Ди Энджело Gina Figueroa Foster | Ди Энджело                             | 5:44         |
| 6.                  | «Back to the Future (Part I)»  | Ди Энджело                      | Ди Энджело                             | 5:22         |
| 7.                  | «Till It's Done (Tutu)»        | Ди Энджело Foster               | Ди Энджело                             | 3:51         |
| 8.                  | «Prayer»                       | Ди Энджело                      | Ди Энджело                             | 4:33         |
| 9.                  | «Betray My Heart»              | Ди Энджело                      | Ди Энджело                             | 5:55         |
| 10.                 | «The Door»                     | D'Angelo Foster                 | Ди Энджело                             | 3:08         |
| 11.                 | «Back to the Future (Part II)» | Ди Энджело                      | Ди Энджело                             | 2:24         |
| 12.                 | «Another Life»                 | Ди Энджело Foster               | Ди Энджело Questlove                   | 5:58         |
| Общая длительность: | Общая длительность:            | Общая длительность:             | Общая длительность:                    | 55:54        |

## Чарты
| Чарт (2015)                            | Высшая позиция |
| -------------------------------------- | -------------- |
| Австралия (ARIA)                       | 50             |
| Австрия (Ö3 Austria)                   | 71             |
| Бельгия/Фландрия (Ultratop)            | 33             |
| Бельгия/Валлония (Ultratop)            | 109            |
| Канада (Canadian Albums Chart)         | 17             |
| Дания (Hitlisten)                      | 36             |
| Нидерланды (Album Top 100)             | 10             |
| Финляндия (Suomen virallinen lista)    | 8              |
| Франция (SNEP)                         | 149            |
| Германия (Offizielle Top 100)          | 85             |
| Новая Зеландия (RMNZ)                  | 30             |
| Норвегия (VG-lista)                    | 10             |
| Португалия (AFP)                       | 17             |
| Шотландия (Scottish Albums Chart)      | 96             |
| Швеция (Sverigetopplistan)             | 35             |
| Швейцария (Schweizer Hitparade)        | 25             |
| Великобритания (UK Albums Chart)       | 47             |
| Великобритания (UK R&B Albums Chart)   | 4              |
| США (Billboard 200)                    | 5              |
| США (Billboard Top R&B/Hip-Hop Albums) | 1              |
| США (Billboard Top Tastemaker Albums)  | 1              |